# Heinrich von der Osten
Heinrich von der Osten (* 25. Juli 1603 in Stolpe an der Peene; † 18. August 1659 in Batevitz) war ritterschaftlicher Landrat im Herzogtum Pommern und in Schwedisch-Pommern. Er war Erbherr auf Batevitz, Penkun und Plüggentin.

## Leben
Heinrich von der Osten, ein Sohn des Henning von der Osten (1563–1626), Amtshauptmann zu Stolpe an der Peene und ritterschaftlicher Landrat in Pommern-Wolgast, wurde in seiner Kindheit und Jugend durch Hauslehrer unterrichtet. Unter der Führung seines Hofmeisters Johannes Micraelius studierte er ab 1621 drei Jahre an der Universität Leipzig unter anderem die lateinische Sprache sowie Geschichte und Politik. 1624 ging er an die Universität Leiden, wo er die französische Sprache erlernte. Anschließend unternahm er eine Reise durch die Niederlande.
1626 kehrte er nach Pommern zurück, um sich der Verwaltung der väterlichen Güter zu widmen, die er nach des Vaters Tod noch im selben Jahr übernahm. Herzog Bogislaw XIV. berief ihn 1627 als Hofgerichtsrat an das fürstliche Hofgericht in Wolgast. Nach der Besetzung Wolgasts durch kaiserliche Truppen Wallensteins flüchtete er zunächst nach Stettin, dann 1629 nach Hamburg. Er kehrte 1630, noch vor der Landung Gustav Adolfs in Pommern, nach Stettin zurück. Auf Vorschlag der Ritterschaft wurde er von Bogislaw XIV. zum Landrat ernannt. Wegen seiner instabilen Gesundheit schlug er verschiedene Angebote zur Annahme ansehnlicher Ämter aus, wirkte aber trotzdem bis zu seinem Tode in Angelegenheiten des Landes und der Stände. Ab 1643 gehörte er einem Ausschuss der Landstände von Pommern-Wolgast an, der mit dem Ausschuss der Landstände von Pommern-Stettin und der schwedischen Regierung in Pommern verhandelte sowie mit den Gesandten Pommerns bei den Friedensverhandlungen in Osnabrück korrespondierte.
1633 heiratete er Ilsabe Catharina von der Osten, Tochter des Christoff von der Osten auf Woldenburg und Plathe. Sie bekamen zehn Kinder, vier Töchter und sechs Söhne, von denen drei in der Kindheit starben.
Er starb 1659 auf seinem Gut Batevitz und wurde am 8. Februar 1660 in der St.-Nikolai-Kirche in Stralsund beigesetzt.